# Halo (Formuła 1)
Halo – system ochrony kierowcy wykorzystywany w wyścigach samochodów typu Open-wheel car, który składa się z zakrzywionego tytanowego pałąka umieszczonego nad głową kierowcy w celu jej ochrony.

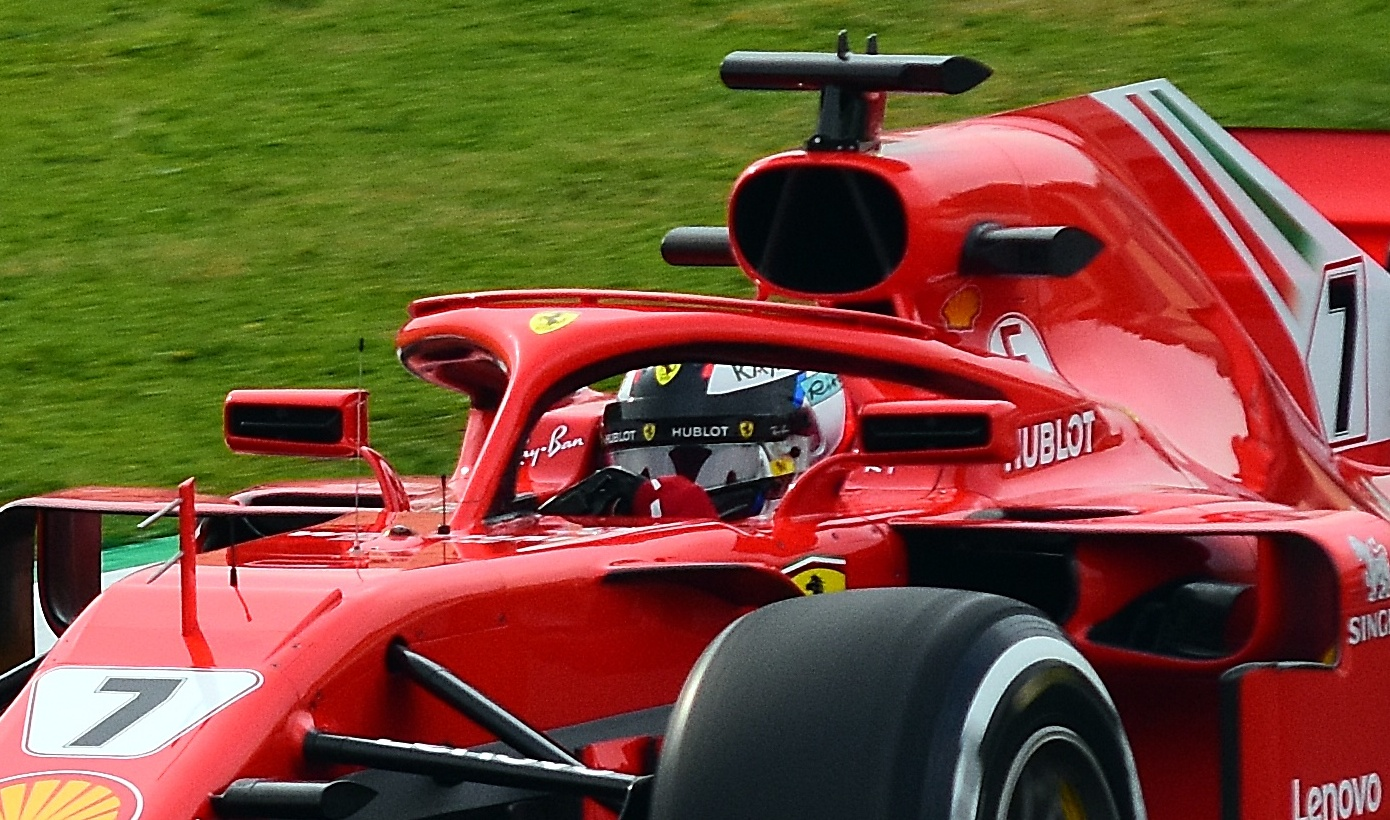
Halo bolidu Ferrari SF71H Kimiego Räikkönena

System halo stał się obowiązkowy od 2018 roku w seriach wyścigowych: Formuła 1, Formuła 2, Formuła 3 oraz w Formule e. 29 listopada 2020 podczas Grand Prix Bahrajnu bolid Romaina Grosjeana uderzył w barierę z prędkością 192 km/h, a przeciążenie wyniosło 67G. W tym wypadku system Halo odegrał ważną rolę w ochronie kierowcy.
Podczas niedzielnego Grand Prix Włoch 12 września 2021 roku doszło do bardzo niebezpiecznie wyglądającego zderzenia z udziałem czołowych kierowców Formuły 1. W połowie wyścigu Max Verstappen z Redbull Racing  chciał wyprzedzić Lewisa Hamiltona z Mercedesa, ale odbił się od krawężnika i wleciał na bolid Brytyjczyka. Na kasku Hamiltona były ślady opon z pojazdu Verstappena. Dzięki systemowi "Halo" kierowca nie odniósł poważnych obrażeń. Ta część bolidu została poważnie uszkodzona od czasu zdarzenia.
W Grand Prix Wielkiej Brytanii kierowca Alfy Romeo Zhou Guanyu zaraz po rozpoczęciu wyścigu zderzył się z kierowcą Mercedesa George’em Russelem. W wyniku kolizji bolid chińskiego kierowcy zaczął sunąć do góry kołami przez pozostałą cześć toru aż do pierwszego zakrętu, gdzie po wjechaniu na żwir zaczął on koziołkować i przeleciał nad barierą ochronną złożoną z opon i zatrzymał się na siatce zaraz przed trybunami. Kierowca nie doznał poważnych obrażeń. Później Zhou przyznał, że Halo uratowało mu życie.

## Konstrukcja
Ta część bolidu zbudowana jest z tytanu, masa tej części wynosi około 7 kilogramów i jest w stanie wytrzymać nacisk rzędu 12 000 kilogramów, czyli 16 bolidów Mercedes AMG F1 W10.